# Patellapis cerealis
Patellapis cerealis är en biart som först beskrevs av Cockerell 1945.  Patellapis cerealis ingår i släktet Patellapis och familjen vägbin. Inga underarter finns listade i Catalogue of Life.